# Miguel Calero
Miguel Ángel Calero Rodríguez (ur. 14 kwietnia 1971 w Ginebrze, zm. 4 grudnia 2012 w mieście Meksyk) – kolumbijski piłkarz z obywatelstwem meksykańskim występujący na pozycji bramkarza.

## Kariera klubowa
Calero jest wychowankiem klubu Deportivo Cali. Profesjonalną karierę klubową rozpoczynał jednak w trzecioligowym Unicosta Barranquilla, gdzie występował w latach 1990–1991, po czym powrócił do Deportivo. Do pierwszego składu drużyny trafił po odejściu dotychczasowego pierwszego bramkarza, Carlosa Trucco, w 1991 roku i wtedy to w wieku 20 lat zadebiutował w Copa Mustang. W pierwszym sezonie gry z tym klubem zajął trzecie miejsce w lidze. Kolejny sukces z Deportivo osiągnął dopiero w 1996 roku, gdy wywalczył z tym klubem swoje pierwsze w karierze mistrzostwo kraju. W 1997 roku wystąpił ze swoim klubem w Copa Libertadores, jednak nie odniósł z nim większych sukcesów, gdyż klub zajął ostatnie miejsce w grupie. W klubie z miasta Cali Calero grał do końca 1997 roku i wtedy zajął z nim piątą pozycję w lidze. Strzelił także dwie ligowe bramki dla Deportivo – 30 marca 1995 w spotkaniu z Deportivo Pereira i 3 marca 1997 w konfrontacji z Independiente Medellín.
Na początku roku 1998 Calero został pierwszym bramkarzem klubu Atlético Nacional. Rok później wywalczył swoje drugie w karierze mistrzostwo i jednocześnie pierwsze po pięciu latach dla Atlético Nacional. W 2000 roku wystąpił z klubem w Copa Libertadores, jednak występ klubu w tym pucharze był nieudany – ekipa zajęła ostatnie, czwarte miejsce w grupie. Sukcesem klubu było za to drugie w historii wywalczenie Copa Merconorte, jednak w finałowych meczach przeciwko Millonarios Calero już nie grał, gdyż w połowie 2000 roku zmienił klub.
Nowym zespołem w karierze Calero został meksykański CF Pachuca. W tamtejszej Primera División 29–letni Kolumbijczyk zadebiutował 30 lipca 2000 w przegranym 3:4 spotkaniu z Tolucą. Od razu wywalczył sobie miejsce w wyjściowej jedenastce i pierwszy sukces z Pachucą – wicemistrzostwo Meksyku – odniósł w fazie Verano sezonu 2000/2001. W 2001 roku został wybrany obcokrajowcem roku przez stację Televisa Deportes. Już w kolejnych rozgrywkach, 2001/2002, zdobył z Pachucą pierwszy tytuł mistrzowski, w fazie Invierno. Rok później zwyciężył w rozgrywkach Pucharu Mistrzów CONCACAF, zostając jednym z bohaterów finałowego starcia z Morelią. Drugi tytuł mistrza kraju osiągnął podczas sezonu Apertura 2003, trzeci – Clausura 2006, natomiast czwarty w Clausura 2007. Dwukrotnie zajmował drugie miejsce w superpucharze Meksyku – Campeón de Campeones (2004 i 2006), odnosił sukcesy w turnieju Pucharu Mistrzów CONCACAF, wygrywając go jeszcze w latach 2007, 2008 i 2010, co dało mu możliwość uczestniczenia w Klubowych Mistrzostwach Świata. Tam jednak nie potrafił zająć z Pachucą wysokiego miejsca, zajmując odpowiednio szóstą, czwartą i piątą lokatę. Ze swoim zespołem triumfował także w drugich co do ważności rozgrywkach w Ameryce Południowej – Copa Sudamericana w roku 2006, natomiast w superpucharze kontynentalnym – Recopa Sudamericana – został wicemistrzem. Pod koniec swojej kariery w Pachuce triumfował w turnieju SuperLigi 2007, broniąc trzy jedenastki w serii rzutów karnych. Zajął drugie miejsce w lidze (Clausura 2009) i w InterLidze w tym samym roku. Ponadto w fazie Clausura sezonu 2005/2006 otrzymał nagrodę dla najlepszego bramkarza ligi w oficjalnym plebiscycie FMF. Jedyną bramkę dla Pachuki strzelił 11 sierpnia 2002 w zremisowanej 3:3 konfrontacji ligowej z Jaguares po strzale głową, w ostatniej minucie ustalając wynik spotkania. Obfitującą w liczne sukcesy karierę piłkarską zakończył pod koniec roku 2011, jego ostatnim meczem był zremisowany 0:0 ligowy pojedynek z Pumas UNAM, rozegrany 22 października 2011. Przez długi czas pełnił funkcję kapitana zespołu. Podczas 11,5 roku spędzonych w Pachuce zyskał status klubowej legendy – numer 1, z którym występował przez cały pobyt w klubie, został zastrzeżony.

## Kariera reprezentacyjna
W 1991 roku Calero znalazł się w składzie na turniej Copa América, gdzie Kolumbia zajęła czwarte miejsce, a golkiper Deportivo Cali nie rozegrał ani jednego spotkania, pozostając rezerwowym dla René Higuity. Rok później Calero był członkiem olimpijskiej reprezentacji Kolumbii na Igrzyska Olimpijskie w Barcelonie. Był tam pierwszym bramkarzem reprezentacji, jednak Kolumbijczycy zdobyli zaledwie jeden punkt po remisie z Katarem i zajęli ostatnie miejsce w grupie.
W pierwszej reprezentacji Kolumbii Calero zadebiutował 17 czerwca 1995 roku w wygranym 1:0 meczu z Nigerią, rozegranym w ramach US Cup. W tym samym roku był rezerwowym na Copa América 1995, gdzie Kolumbijczycy zajęli trzecie miejsce. Także w roku 1997 bramkarz Deportivo Cali wziął udział w Copa América, w roli dublera dla Faryda Mondragóna, a Kolumbia nie odniosła większego sukcesu. W 1998 roku selekcjoner reprezentacji, Hernán Darío Gómez, powołał go do 22–osobowej kadry na Mistrzostwa Świata we Francji. Tam Calero był jednak dopiero trzecim bramkarzem w hierarchii za Óscarem Córdobą i Farydem Mondragónem i cały turniej obejrzał z ławki rezerwowych. Kolumbia zagrała na nim słabo, wygrała zaledwie jeden mecz z Tunezją (1:0) i zajęła trzecie miejsce w grupie.
W 2001 roku Calero był członkiem zespołu, który wygrał turniej Copa América. Także i tu był rezerwowym zawodnikiem dla Córdoby, który wystąpił we wszystkich meczach, także tym finałowym, wygranym 1:0 z Meksykiem. Z kolei w 2007 roku po raz piąty wystąpił w Copa América 2007, tym razem w roli podstawowego bramkarza i kapitana ekipy. Po tym turnieju zdecydował się zakończyć reprezentacyjną karierę – dwa lata później rozegrał w kadrze narodowej, ostatnie, pożegnalne spotkanie. Ogółem w kadrze narodowej od 1995 do 2009 roku rozegrał 51 meczów.

## Kariera trenerska
Pod koniec listopada 2011 Calero został trenerem bramkarzy w swojej byłej drużynie, meksykańskim CF Pachuca. Objął także funkcję zwierzchnika współpracującej z Pachucą szkoły bramkarskiej.

## Śmierć
26 listopada 2012 Calero doznał zakrzepicy w mózgu i natychmiast został transportowany do jednego ze szpitali w stołecznym mieście Meksyk. Po ośmiu dniach hospitalizacji zdiagnozowano u niego śmierć mózgu i ogłoszono zgon 41-letniego piłkarza.